# 속자
속자(俗字)는 올바른 자형은 아니지만, 일반적으로 통용되는 한자를 의미한다. 한자 문화권에서 속자는 지역마다 존재했으며, 지역적으로 통용되는 글자 중 우리나라에서 통용되는 글자를 국자(國字)라고 부른다. 독립된 문자 체계가 아니라는 점에서 쯔놈과는 성격이 다르다.